# کو ماساکی
کو ماساکی (ژاپنی 真崎 航 ماساکی کو; متولد ۲۰ ژوئیه ۱۹۸۳ در توکیو، ژاپن; درگذشته ۱۸ مه ۲۰۱۳ در ژاپن) یک مانکن و بازیگر فیلم‌های پورنوگرافی گی ژاپنی بود. از کو به عنوان موفق‌ترین ستارهٔ پورنوی ژاپنی یاد می‌شود.

## زندگی
او کار خود را به عنوان یک ستاره پورنو در سال ۲۰۰۹ تحت نام شو ناکانیشی (中西 翔) آغاز کرد. او در بیش از ۱۰۰ فیلم ظاهر شد و کار خود را تا زمان مرگ به‌طور انحصاری برای شرکت Games Video Production ادامه داد. شهرت وی به عنوان رقصنده گوگو در ژاپن، چین، کره جنوبی، تایوان و تایلند باعث شد که بر روی جلد مجلات مانند G-Men و Badi هم ظاهر شود، که آخرین مجله در ژوئیه ۲۰۱۱ در یک گزارش ۴۳ صفحه ای به او اختصاص داشت، به‌علاوه او مدل لباس زیر برای شرکت Dugas Underwear بود.
در سال ۲۰۱۲، کو همراه با شریک زندگی خود در موزیک ویدیو به نام "How Beautiful You Are" از خواننده ژاپنی آیومی هاماساکی حضور پیدا کردند.
او در ۱۸ مارس ۲۰۱۳ در سن ۲۹ سالگی بر اثر عوارض آپاندیسیت و پریتونیت در گذشت.
از نکات شاخص در دوران کار او این بود که او نخستین بازیگر شناخته شده در پورنوهای همجنس‌گرایانه در ژاپن بود. چهره‌های بازیگران پورنو، معمولاً بازیگر پورنوهای همجنس‌گرایانه، که عمدتاً گی برای پول هستند، به صورت پیکسل‌شده نمایش داده می‌شود، در حالی که کو بدون این چهارخانه در فیلم‌ها ظاهر شد که یک شاخصهٔ مهم در حرفه پورنوگرافی او بود.